# Jaume Balagueró
Jaume Balagueró i Bernat (IPA: [ˈʒawmə bələɣəˈɾo i bəɾˈnat]) (Lleida, 2 novembre 1968) è un regista spagnolo.

## Biografia
Laureatosi in Scienze della comunicazione incomincia la carriera professionale come giornalista e presentatore radiofonico per una emittente a diffusione locale (Radio Hospitalet). Nel 1994 gira il suo primo cortometraggio, Alicia, che viene premiato come miglior film al Festival del cinema fantastico di Sitges. L'anno successivo, con il cortometraggio Días sin luz consolida il suo stile personale, che attrae ben presto l'interesse del pubblico e dei produttori.
Il suo primo lungometraggio esce nel 1999 con il titolo originale di Los sin nombre, che in Italia viene tradotto Nameless - Entità nascosta, titolo dell'omonimo romanzo di Ramsey Campbell, dal quale il film è tratto. Los sin nombre ha un discreto successo di pubblico e di critica e viene anche doppiato e distribuito in altri paesi, cosa non proprio comune, per essere l'opera prima di uno sconosciuto regista spagnolo. La pellicola vince il premio Meliés d'oro, come miglior film europeo al Fantafestival di Gérardmer.
Dopo una breve divagazione in campo televisivo (nel 2002 Balagueró gira con Paco Plaza un documentario sull'incredibile successo del reality show di TVE Operación Triunfo), il cineasta catalano incomincia le riprese del suo secondo lungometraggio. Darkness girato in lingua inglese, esce nel 2002 e riscuote subito un grande successo. In Italia esce con lo stesso titolo originale, mentre negli USA viene tradotto in The Dark.
Nel 2005 dirige Fragile - A Ghost Story, mentre nel 2007 è la volta di Rec. Quest'ultimo film ottiene un notevole successo internazionale di pubblico e critica, portando a vari sequel di cui due diretti dallo stesso regista: Rec 2 (2009) e Rec 4: Apocalypse (2014). Fra questi due film, Balagueró dirige anche il thriller psicologico Bed Time, anch'esso ben accolto da pubblico e critica. Nel 2017 gira il thriller sovrannaturale La settima musa, che riprende il mito delle muse riadattando il romanzo La dama numero tredici di José Carlos Somoza.
Nel 2022 gira il suo primo action-thriller Way Down - Rapina alla banca di Spagna, mentre l'anno successivo unisce tale genere all'horror sovrannaturale nel film Venus, pellicola che riprende il racconto di H.P. Lovecraft I sogni nella casa stregata.

## Filmografia

### Lungometraggi
- Nameless - Entità nascosta (Los sin nombre) (1999)
- Darkness (2002)
- Fragile - A Ghost Story (Frágiles) (2005)
- Rec (2007)
- Rec 2 (2009)
- Bed Time (2011)
- Rec 4: Apocalypse (2014)
- La settima musa (Muse) (2017)
- Way Down - Rapina alla banca di Spagna (Way Down) (2021)
- Venus (2022)

### Cortometraggi
- Alicia (1994)
- Días sin luz (1995)

### Televisione
- Operación Triunfo: La Película (2002) - film TV
- Film per non dormire: affittasi (Películas para no dormir: Para entrar a vivir) (2006) - film TV